# 北京體育文化
北京體育文化產業集團有限公司，簡稱北京體育文化產業集團、北京體育文化產業和北京體育文化（英語：Beijing Sports and Entertainment Industry Group Limited，港交所：1803），於1991年由當時新加坡上市Airocean Group Limited（A-Sonic Logistic Solutions Pte Ltd前身）於香港成立為「瀚洋貨運有限公司」，前身「瀚洋控股有限公司」和「瀚洋物流控股有限公司」。
總部位於官塘荣业街2号振万广场11楼1106–1112室。余浩源為本公司主席，於2001年加入；而麥志雄為本公司董事，於2000年加入，2004年2人以管理層方式（MBO）收購。
業務在全球經營空運一條龍销售代理。
該股份在2012年1月16日於港交所主板上市。招股價為1.05港元，配售股份為1億股，集資額為1.05億港元。

## 連結
- asrholdings.com.hk
- bsei.todayir.com